# (4146) Rudolfinum
(4146) Rudolfinum est un astéroïde de la ceinture principale.

## Description
(4146) Rudolfinum est un astéroïde de la ceinture principale. Il fut découvert le 16 février 1982 à l'observatoire Kleť par Ladislav Brožek. Il présente une orbite caractérisée par un demi-grand axe de 2,26 UA, une excentricité de 0,11 et une inclinaison de 4,7° par rapport à l'écliptique.

## Compléments